# 음나무
음나무(Kalopanax septemlobus, castor aralia, tree aralia 또는 prickly castor oil tree)는 두릅나무과에 속하는 나무로 음나무속(Kalopanax)에 속하는 유일한 종이다.

## 생태
엄나무, 개두릅나무라고도 한다. 갈잎 큰키나무로 키는 10~25m에 이르며, 나무껍질은 회백색이며 세로로 불규칙하게 갈라진다. 가지에 날카롭고 억센 가시가 많이 난다. 잎은 어긋나고 둥글며 잎몸이 5~9개로 갈라져 손바닥 모양이다. 가장자리에 톱니가 있으며 잎자루가 길다. 7월에 어린 가지 끝에서 연노란색 꽃이 둥글게 모인 산형꽃차례에 달려 핀다. 10월에 열리는 열매는 둥근 핵과로 1~2개의 씨를 담고 있으며 검게 익는다.
원산지는 서쪽으로 남서 중국, 북동쪽으로 사할린에 이르는 지역으로 대한민국, 일본이 포함된다. 미국과 유럽에서는 음나무 잎이 손바닥 모양으로 열대 기후 나무처럼 생겨서 관상수로 기른다. 겉보기와 달리 음나무는 내한성이 뛰어나 영하 40 °C까지 견딘다.
음나무는 빨리 자라고 오래 산다. 그리고 옛날 사람들은 음나무 가시가 귀신을 쫓는다고 믿었다. 그래서 마을에서 노거수가 되도록 보호하기도 했다.

## 변종
- 털음나무(K. septemlobus var. magnificus (Zabel) Hand.-Mazz.) - 잎 뒷면에 빽빽하게 털이 있다.
- 가는잎음나무(K. septemlobus var. maximowiczi (VanHoutte) Hand.-Mazz.)

## 사진

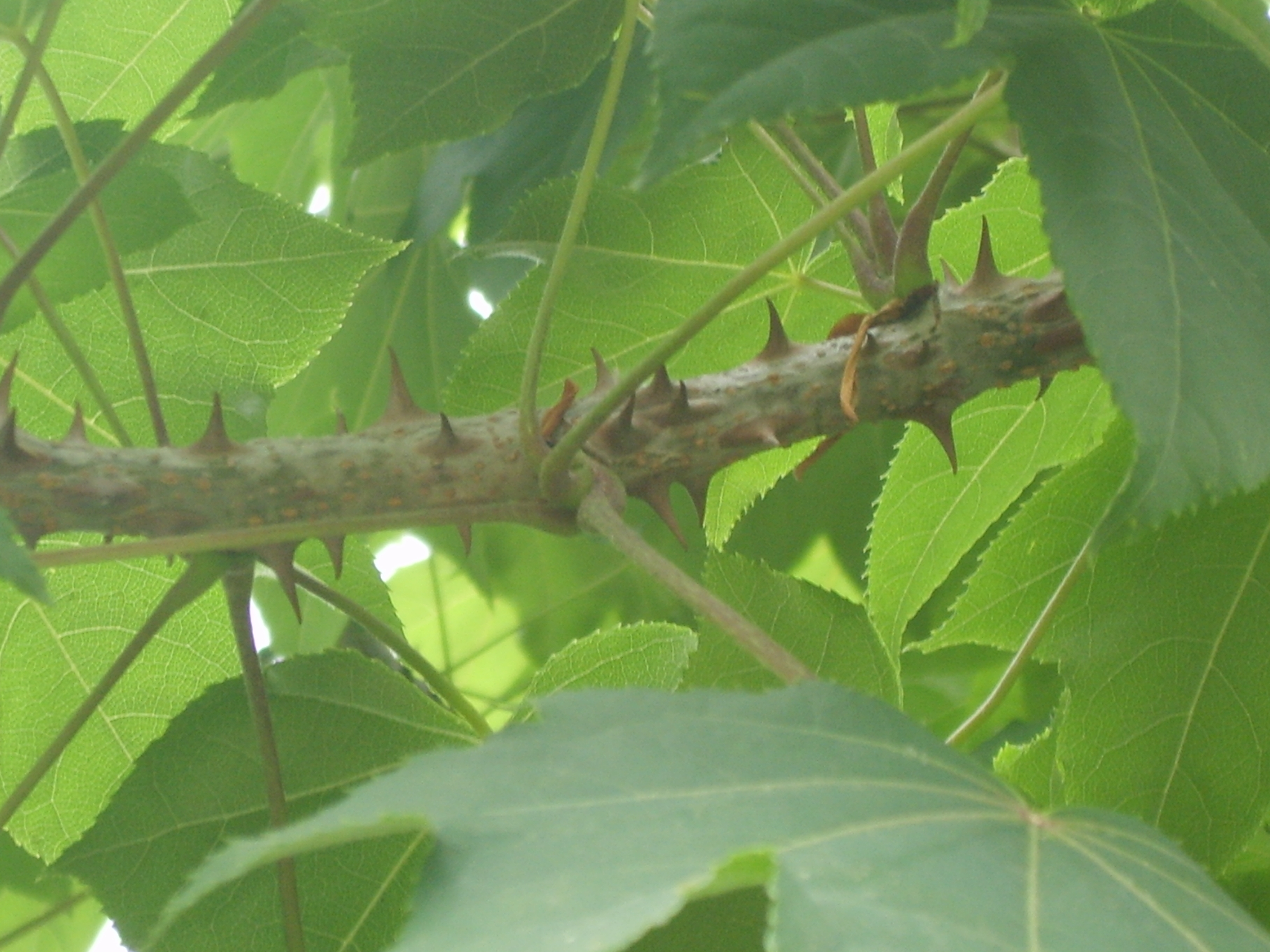
가지. 가시가 난다.
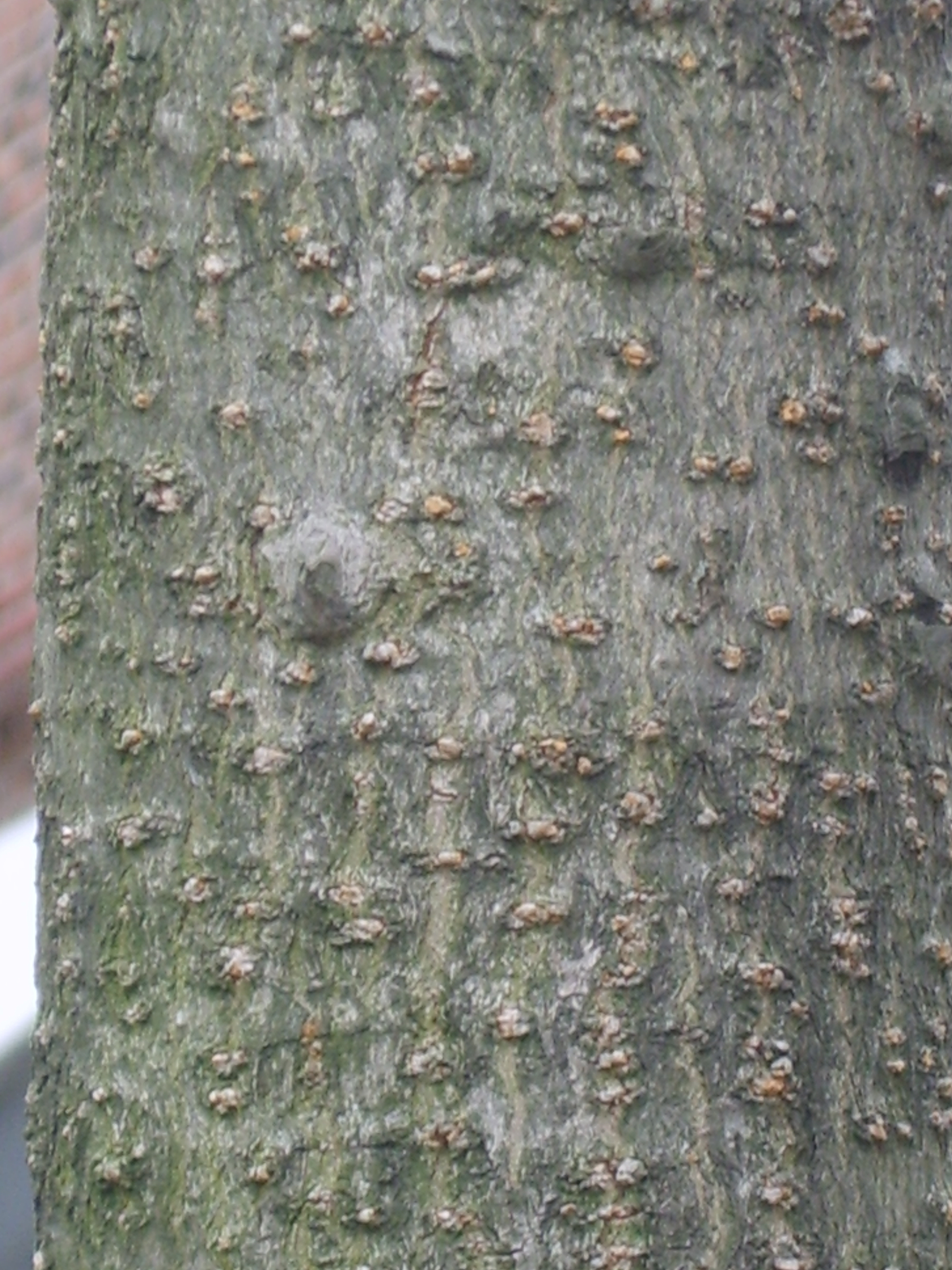
줄기
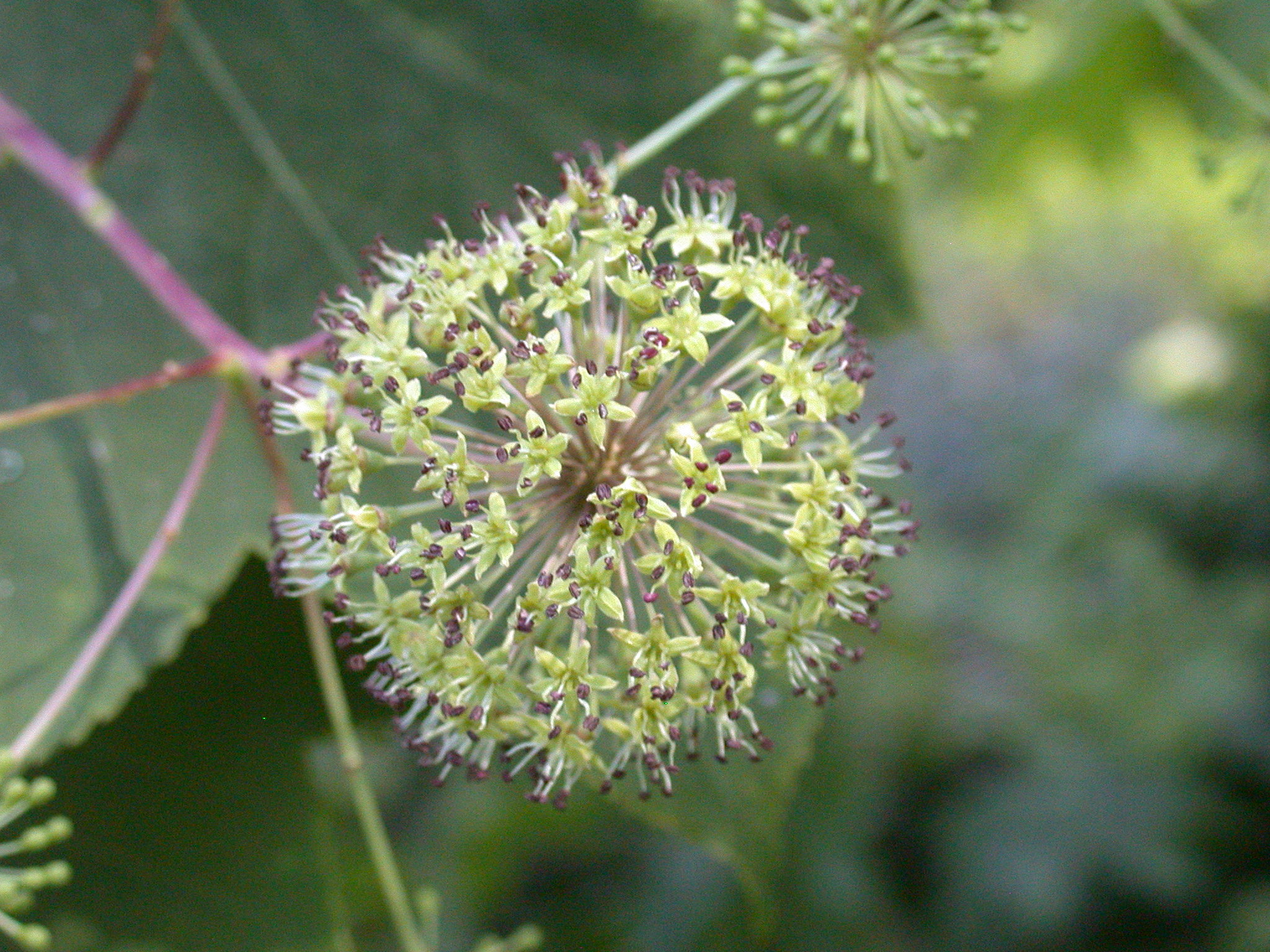
산형꽃차례의 꽃
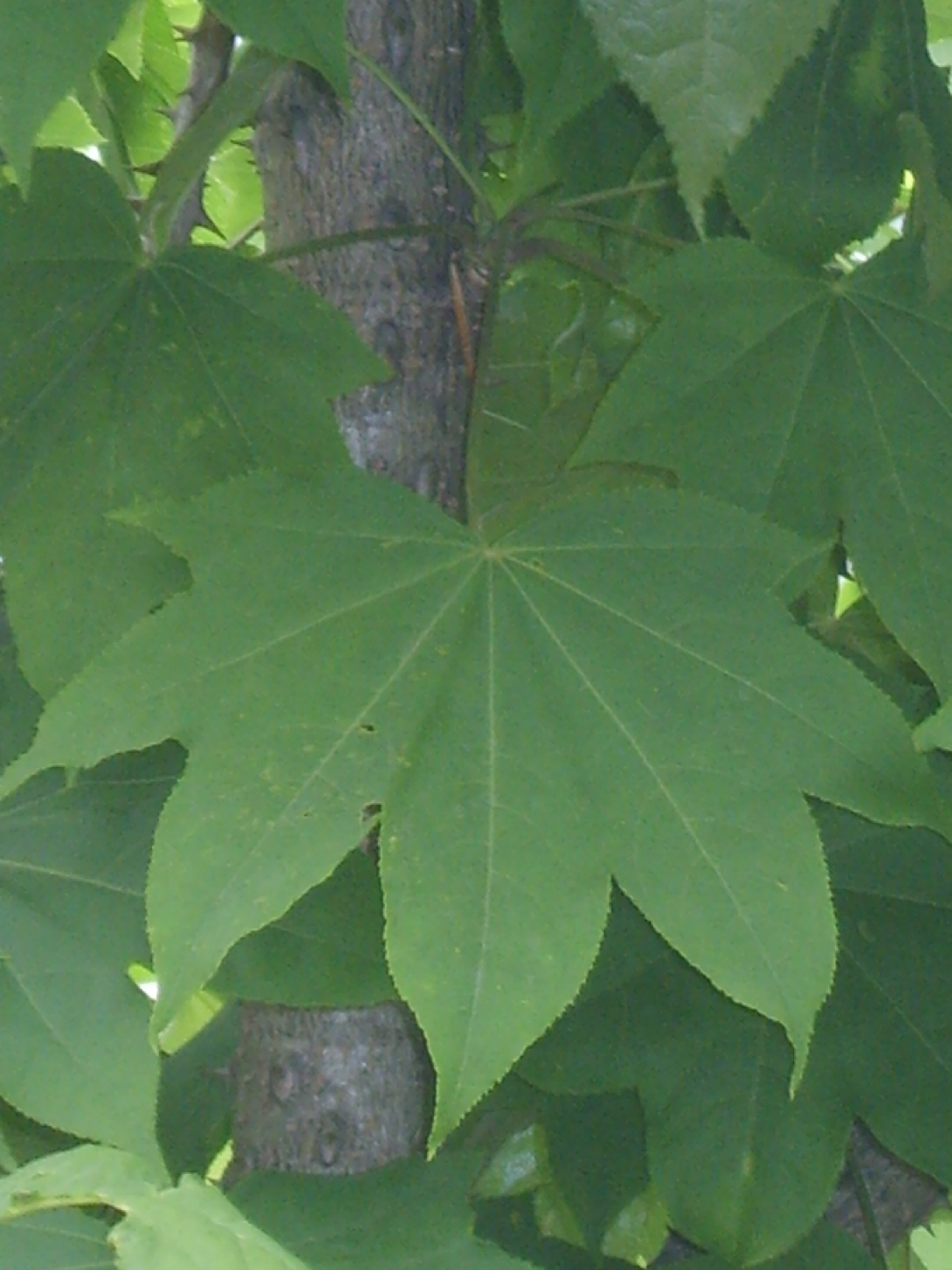
잎자루가 길고 손바닥 모양으로 갈라진 잎

## 문학 속의 음나무
…
힘든 세상을 버티며 살아가는
어느 한 남자의 모습과도 같은
엄나무 가지를 잘라 대문에 걸어놓으면
잡귀신이 들어오지 않는다는…— 김명수.〈엄나무 생각〉,《바다의 눈》(창작과비평사, 1995)

## 유명한 음나무

### 천연기념물
대한민국은 아래 음나무를 천연기념물로 지정·보호하고 있다.
- 천연기념물 제164호 - 창원 신방리 음나무 군
- 천연기념물 제305호 - 청주 공북리 음나무
- 천연기념물 제363호 - 삼척 궁촌리 음나무

### 시도기념물
충청북도는 아래 음나무를 시도기념물로 지정·보호하고 있다.
- 충청북도 시도기념물 제158호 - 제천 교동 음나무

## 참고자료
- 《조경수목 핸드북》(광일문화사, 2000) ISBN 89-85243-25-X
- 《나무 쉽게 찾기》(진선출판사, 2004) ISBN 978-89-7221-414-4
- 《나무도감》(도서출판 보리, 2001) ISBN 89-8428-060-7